# رئيس الأرجنتين
رئيس الأرجنتين، المعروف رسميًا باسم رئيس الأمة الأرجنتينية، هو رأس الدولة ورئيس الحكومة في الأرجنتين. يُعد الرئيس بموجب الدستور الوطني رئيسًا تنفيذيًا للحكومة الفيدرالية ورئيس أركان القوات المسلحة لجمهورية الأرجنتين أيضًا.
شهد منصب رئيس الدولة تغييرات عديدة على مر تاريخ الأرجنتين، سواء في اسم المنصب أو في ميزاته وصلاحياته، وقد أدى الرئيس الحالي ألبرتو فرنانديز اليمين الدستورية في 10 ديسمبر 2019، إذ خلف الرئيس السابق ماوريسيو ماكري.
يحدد دستور الأرجنتين متطلبات وصلاحيات ومسؤوليات الرئيس ومدة منصبه وطريقة الانتخاب، بالإضافة إلى العديد من التعديلات الدستورية.

## نبذة تاريخية

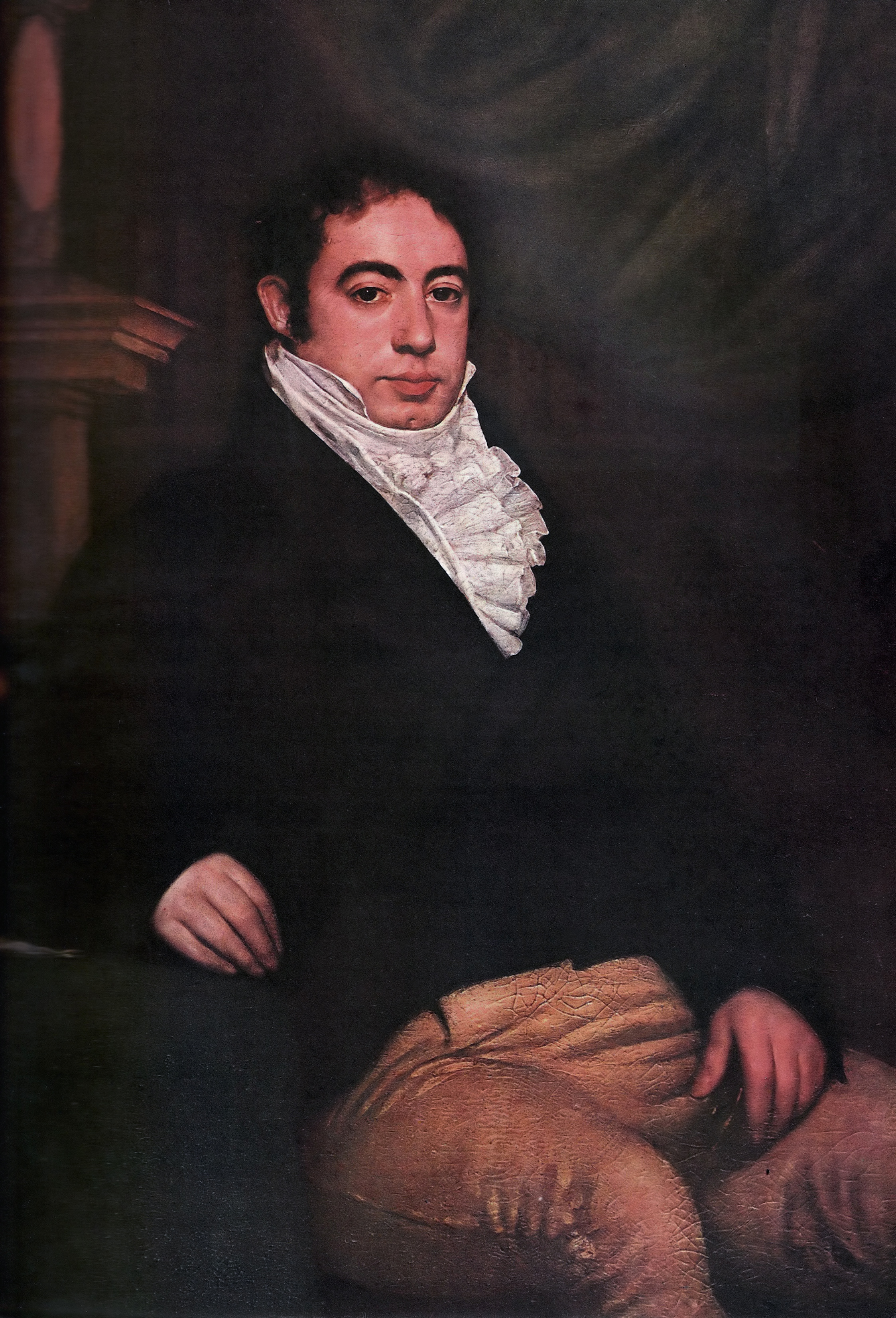
صورة لبرناردينو ريفادافيا (1780-1845)، بينما كان في لندن

تعود أصول الأرجنتين كأمة إلى عام 1776، عندما فصلها الملك الإسباني عن النيابة الملكية لبيرو آنذاك، ما أدى إلى إنشاء نائب الملك الجديد لملكية ريو دي لا بلاتا البديلة. ظل ملك إسبانيا رئيسًا الدولة، في حين كان نائب الملك مجرد ممثل محلي للحكم، ونادرًا ما اختير نواب الملك من مواطني الدولة.
شُكلت أول حكومة أرجنتينية ذاتية الحكم بحلول ثورة مايو في 25 مايو 1810، وعُرفت باسم بريميرا جونتا، في بوينس آيرس، ولكنها عُرفت لاحقًا باسم بريميرا غراندي عندما انضم ممثلو المقاطعات إليها. نجح حاكمين من أصل ثلاثة في هذه المحاولات المبكرة للحكم الذاتي، وعلى الرغم من وجود رؤساء للمجالس العسكرية الأولى، اعتُبر ملك إسبانيا رئيسًا للدولة (حيث لم يكن قد أُعلن الاستقلال بعد)، ولم تكن السلطة التنفيذية في يد شخص واحد حينها.
سُلمت السلطة لشخص واحد بالتزامن مع إنشاء الجمعية الوطنية لمنصب الحاكم الأعلى في عام 1813، وأصبح شاغلو هذه المناصب رؤساء للدولة بعد إعلان الاستقلال في 9 يوليو 1816، ولكن لم يكن قد أُنشئ نظام رئاسي حقيقي بعد.
أعلن الكونغرس الاستقلال ووضع الدستور في عام 1816، الأمر الذي أدى إلى إنشاء منصب الحاكم الأعلى، الذي استلم صلاحيات رئيس الجمهورية. أعطى هذا الدستور الحاكم الأعلى سلطة تعيين حكام الأقاليم، ولكن لم يدخل هذا الدستور حيز التنفيذ مطلقًا بسبب الظروف السياسية الراهنة آنذاك، وحُلت السلطة المركزية، وأصبحت البلاد كونفدراليةً مؤلفةً من العديد من الأقاليم.
صيغ دستور جديد في عام 1826، وكان الدستور الأول الذي يعين بموجبه رئيسًا للدولة، على الرغم من احتفاظ هذا المنصب بالسلطات المنصوص عليها في دستور عام 1816. دخل هذا الدستور حيز التنفيذ لاحقًا، ما أدى إلى انتخاب أول رئيس للدولة، برناردينو ريفادافيا، ولكنه استقال بعد فترة قصيرة بسبب حرب السيزبلاتين.
نشبت حرب أهلية بين الوحدويين (أي المركزيين في بوينس آيرس) والفيدراليين في العقود التالية، ولم يكن هناك سلطة مركزية في ذلك الوقت، إذ كان رئيس العلاقات الخارجية، الذي كان في الغالب حاكم مقاطعة بوينس آيرس، الأقرب إلى منصب الحاكم. كان خوان مانويل دي روساس آخر من حمل هذا اللقب إذ انتخب في السنوات الأخيرة من ولايته الرئيس الأعلى للكونفدرالية الأرجنتينية، وحكم بقية البلاد بشكل فعلي.
عُزل روساس في عام 1852 وتم الإعلان عن الاتفاقية الدستورية التي أُنشئت بموجبها حكومة فيدرالية وطنية بقيادة رئيس الجمهورية. حُددت ولاية الرئيس بست سنوات، مع عدم وجود إمكانية لإعادة الانتخاب. كان خوستو خوسيه دي كاروكا أول رئيس منتخب بموجب الدستور، حين انفصلت بوينس آيرس عن الكونفدرالية الأرجنتينية لتصبح دولة بوينس آيرس. كان بارتولومي ميتر أول رئيس للبلاد الموحدة، بعد عودة بوينس آيرس إلى الاتحادية. وهكذا، يعتبر العديد من المؤرخين أن ريفادافيا وأوركويزا وميتر هما أول رؤساء الأرجنتين. كان ريفادافيا أول من استعمل اللقب، وأوركويزا أول من حكم بموجب دستور عام 1853، وميتري لكونه أول رئيس للأرجنتين بحدودها الوطنية الحالية.
أطاحت الانقلابات العسكرية بالرؤساء المنتخبين في أعوام 1930 و1943 و1955 و1962 و1966 و1976، وتولى مجلس عسكري الحكومة الفيدرالية في عامي 1966 و1976، حيث تقاسم رؤساء القوات المسلحة السلطة. حكم رئيس الكونغرس البلاد في عام 1962، في حين تولى القائدون العسكريون منصب الرئيس في الحالات الأخرى.
ما يزال هناك جدل حول ما إذا كان يمكن تسمية هؤلاء الرؤساء العسكريين برؤساء الدولة، حيث توجد مشكلات تتعلق بشرعية حكوماتهم. يبين موقف الحكومة الأرجنتينية الحالية أن الرئيسين العسكريين خورخه فيديلا ويوبولدو جالتييرى لم يكونا رئيسين شرعيين، وقد حُرما، هم ومن خلفوهما بشكل مباشر، من حق الاستفادة من راتب تقاعد رئاسي بعد انتهاء فترة ولايتهم. ومع ذلك، ما يزال وضع الرؤساء العسكريين السابقين غير مؤكد.

## السلطة والواجبات
يمتلك رئيس الأمة الأرجنتينية السلطات التالية:
- يُعد الرئيس الأعلى للأمة، ورئيس الحكومة والمسؤول سياسيًا عن الإدارة العامة للبلاد.
- إصدار التعليمات واللوائح اللازمة لتنفيذ قوانين الأمة بما لا يغير من مبادئها مع السماح ببعض الاستثناءات التنظيمية.
- يعين قضاة المحكمة العليا بمجلس الشيوخ بأغلبية ثلثي الأعضاء الحاضرين، في جلسة علنية تُعقد لهذا الغرض. يعين القضاة الآخرين في المحاكم الفيدرالية الأدنى وفقًا لثلاثة مرشحين ملزمين يقترحهم مجلس القضاء، مع مجلس الشيوخ، في جلسة علنية يُنظر فيها إلى مدى ملاءمة المرشحين. ومن الضروري إعادة تعيينهم أو الموافقة شخصيًا على الاحتفاظ بأي من هؤلاء القضاة، بمجرد بلوغهم سن الخامسة والسبعين. يجب أن يخضع جميع القضاة المعينين الذين يصلون إلى السن المحدد في الفقرة السابقة، أو من تزيد سنوات عملهم عن خمس سنوات ويسمح عمرهم بإعادة تعيينهم، إلى نفس الإجراء السابق.